# Outjo
Outjo – miasto w Namibii; w regionie Kunene; 8,445 tys. mieszkańców (2011). Outjo leży przy drodze głównej C39, która dzieli miasto na dwie części Outjo i Etoshapoort oraz posiada połączenie kolejowe poprzez linię kolejową do Otjiwarongo obsługiwaną przez TransNamib. Miasto jest uważane za miejsce narodzin karnawału w Namibii. 

## Historia

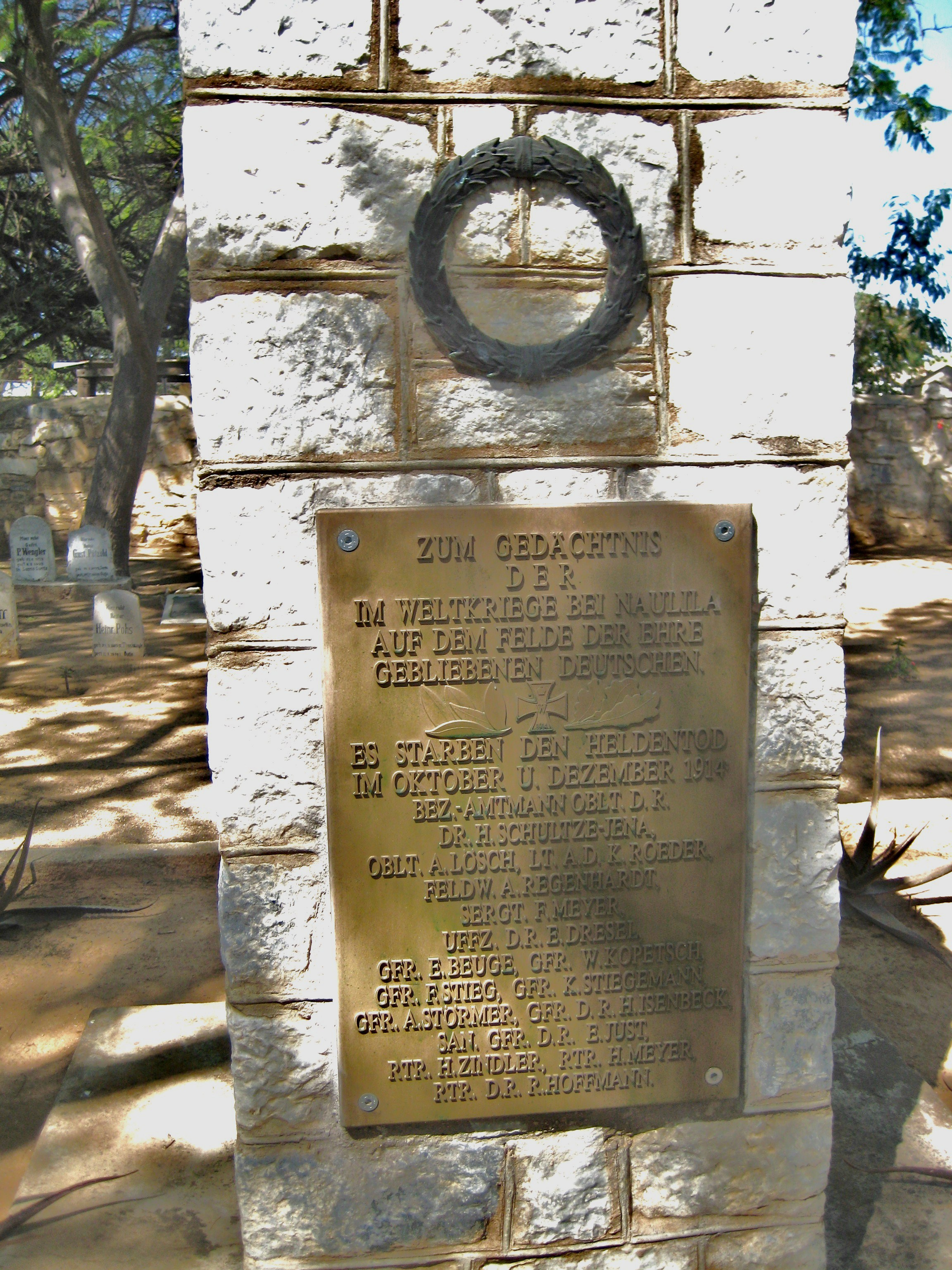
Pomnik Naulila

Począwszy od XIV wieku w regionie Kunene żyje plemię Himba, blisko powiązani z Herero. Miasto zostało założone w 1897 roku przez niemieckie wojska kolonialne, po czym major Theodor Leutwein zbudował bazę wojskową do odkrywania nieznanej północy Niemieckiej Republiki Południowo-Zachodniej Afryki. 
W muzeum krajoznawczym (Franke-Haus-Museum) można zobaczyć ekspozycje związane z ekspedycją majora Victora Franke w Owambolandzie. Pomnik Naulila upamiętnia wyprawę do portugalskiego fortu w Naulila w Angoli, która była prowadzona przez Victora Franke w październiku 1914 roku po masakrze niemieckiej delegacji, która chciała zawrzeć pakt o nieagresji.

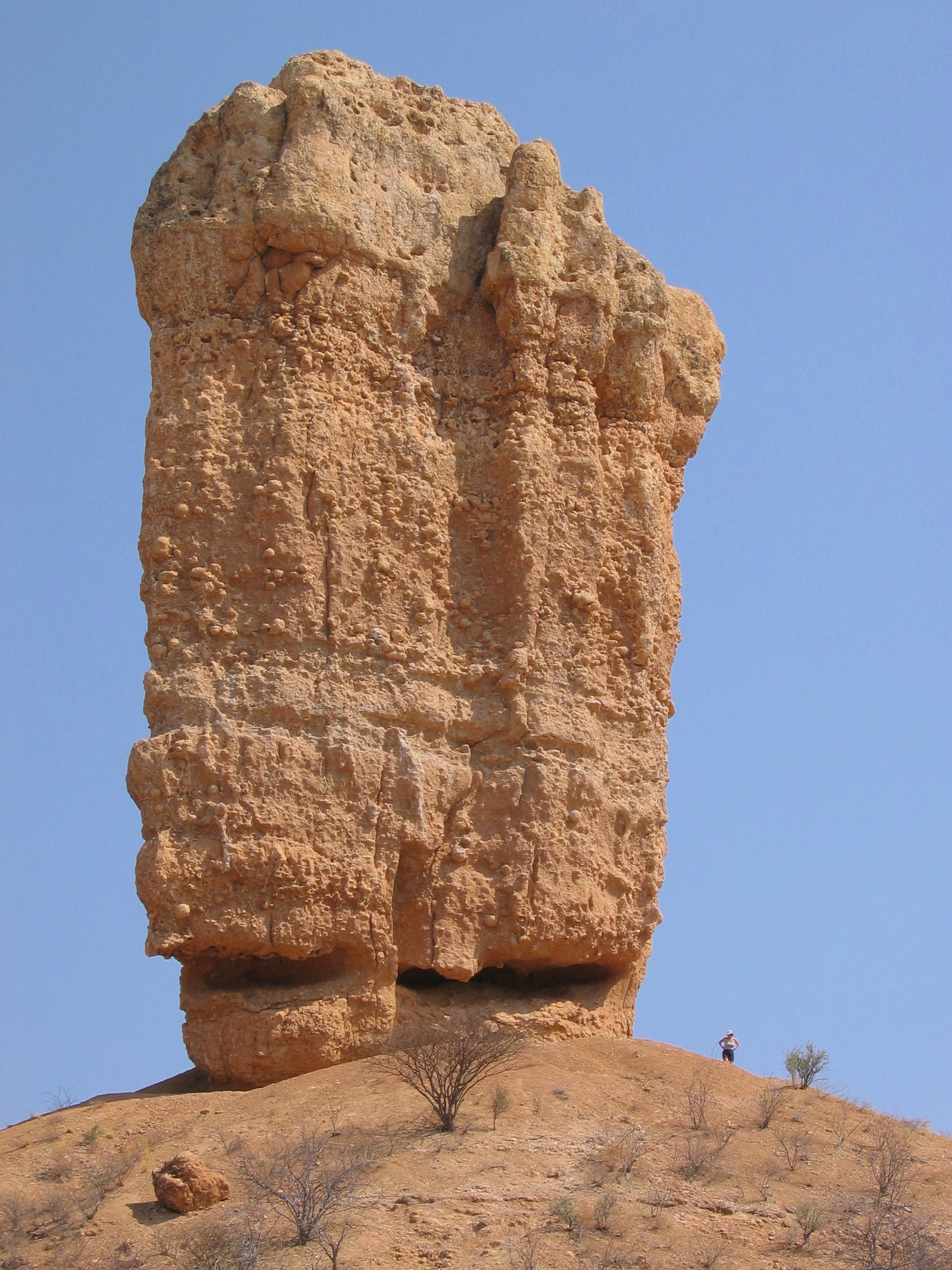
Vingerklip

Miasto leży niedaleko jaskini Gamkarab, znanej z okazałych stalaktytów i stalagmitów oraz pietersite - minerału odkrytego w 1962 roku przez Sid Pietersa w Namibii. Jaskinie znajdują się na prywatnym terenie i są niedostępne dla zwiedzających. Około 70 km na zachód od Outjo znajduje się monumentalna skała Vingerklip.

## Miasta partnerskie
- Karibib
- Okakarara
- Maarssen